# Гунцзин
Гунцзи́н (кит. упр. 贡井, пиньинь Gòngjǐng) — район городского подчинения городского округа Цзыгун провинции Сычуань (КНР).

## История
С древних времён в этих местах добывали соль. При империи Тан в 618 году был учреждён уезд Гунцзин (公井县), который при империи Мин был присоединён к уезду Жунсянь.
В годы войны с Японией для улучшения эффективности и расширения производства соли 5-й район уезда Фушунь и участки соледобычи 2-го района уезда Жунсянь были в 1939 году объединены в город Цзыгун. В 1953 году в составе Цзыгуна был образован район Гунцзин.

## Административное деление
Район Гунцзин делится на 2 уличных комитета, 9 посёлков и 2 волости.